# Sclerolaena stelligera
Sclerolaena stelligera es una especie de planta fanerógama perteneciente a la familia Amaranthaceae. Es originaria de Australia.

## Descripción
Es una planta subarbustiva perenne de corta vida que crece hasta 30 cm de altura, con hojas suculentas y ramas peludas. Está muy extendido en zonas interiores más secas con suelos pesados.

## Distribución
El área de distribución nativa de esta especie se extiende en el este de Australia (Australia Meridional, Nueva Gales del Sur, Queensland y Victoria).

## Taxonomía
La especie fue descrita inicialmente como Stelligera endecaspinis por Andrew John Scott y publicada en Feddes Repertorium 89: 115, en 1978, actualmente es un sinónimo de esta; y ulteriormente, sería descrita como Sclerolaena stelligera por Surrey Wilfrid Laurance Jacobs en Telopea 3(2): 143, en 1988, siendo esta última, descrita inicialmente como Maireana stelligera por Ferdinand von Mueller en Fragmenta Phytographiæ Australiæ 1: 139, en 1859, considerado tanto como un sinónimo como el basónimo de esta.

#### Etimología
Véase: Sclerolaena
stelligera: epíteto compuesto de los vocablos latinos stella; "estrella", y gero; "portador, que lleva"; "portador de estrellas", en referencia a la apariencia de flores.